# Quersumme
Als Quersumme (oder Ziffernsumme) bezeichnet man üblicherweise die Summe der Ziffernwerte einer natürlichen Zahl. So ist für die Zahl {\displaystyle n=36036} die dezimale Quersumme {\displaystyle q=3+6+0+3+6=18}. Die Quersumme ist (ebenso wie das Querprodukt) abhängig vom verwendeten Zahlensystem.
Neben der Quersumme als Summe der Ziffernwerte gibt es
- die alternierende Quersumme (wechselndes Addieren und Subtrahieren der Ziffernwerte),
- Operationen mit Ziffernpaaren, -tripeln usw.,
- stellenweise gewichtete Verfahren.

## Definitionen

### Definition per Summe der Ziffernwerte
Wird die natürliche Zahl {\displaystyle n\in \mathbb {N} _{0}} zur Basis {\displaystyle b\in \mathbb {N} } mit {\displaystyle b\geq 2} als
{\displaystyle n=\sum _{i=0}^{k-1}a_{i}\cdot b^{i}=a_{0}\cdot b^{0}+a_{1}\cdot b^{1}+a_{2}\cdot b^{2}+\dotsb +a_{k-1}\cdot b^{k-1}}
dargestellt ({\displaystyle b}-adische Darstellung mit den Ziffernwerten {\displaystyle a_{i}\in \mathbb {N} _{0}} und {\displaystyle 0\leq a_{i}\leq b-1}), so ist die Summe ihrer Ziffernwerte
{\displaystyle q_{b}(n)=\sum _{i=0}^{k-1}a_{i}=a_{0}+a_{1}+a_{2}+\dotsb +a_{k-1}}
die Quersumme {\displaystyle q_{b}} von {\displaystyle n}. Alternativ dazu kann die Quersumme auch als
{\displaystyle q_{b}(n)=\sum _{i=0}^{k-1}{\frac {1}{b^{i}}}\underbrace {(n{\bmod {b}}^{i+1}-n{\bmod {b}}^{i})} _{=b^{i}\cdot a_{i}}}
angegeben werden. Dabei ist
{\displaystyle k={\begin{cases}1,&{\text{wenn }}n=0,\\\lfloor \log _{b}{n}\rfloor +1,&{\text{wenn }}n\geq 1,\end{cases}}}
die Anzahl der Ziffern von {\displaystyle n}.
Anmerkung: Hierbei sind {\displaystyle \operatorname {mod} } die mathematische Modulo-Funktion und {\displaystyle \lfloor \cdot \rfloor } die Gaußklammer.

### Rekursive Definition
Die rekursive Definition der Quersumme {\displaystyle q_{b}(n)} der natürlichen Zahl {\displaystyle n\in \mathbb {N} _{0}} zur Basis {\displaystyle b\in \mathbb {N} } mit {\displaystyle b\geq 2} lautet:
{\displaystyle q_{b}(n)={\begin{cases}n,&{\text{wenn }}0\leq n\leq b-1,\\n{\bmod {b}}+q_{b}\left(\left\lfloor {\frac {n}{b}}\right\rfloor \right),&{\text{wenn }}n\geq b.\end{cases}}}

## Graphenverlauf

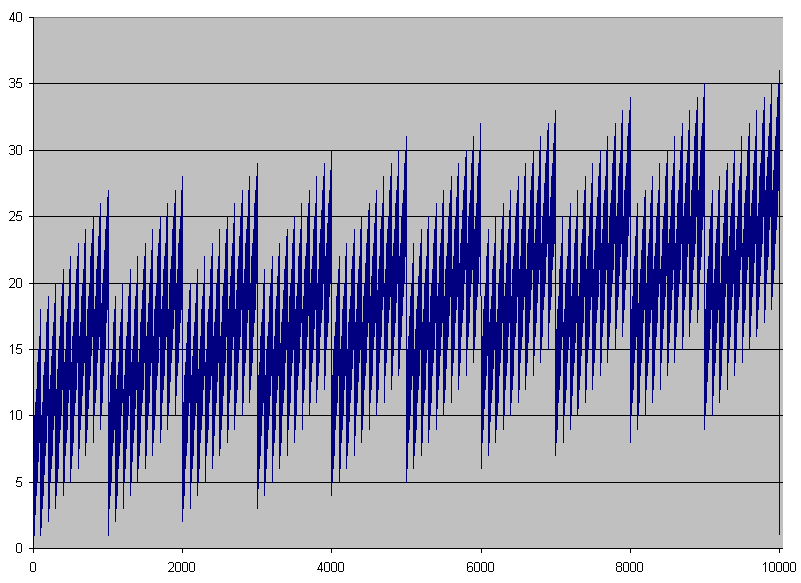
Funktionsgraph der Quersummen der ersten 10 000 natürlichen Zahlen im Dezimalsystem

Der Graph der Quersummenfunktion {\displaystyle q(n)} besitzt einen charakteristischen Verlauf. Im Dezimalsystem steigt er für jeweils zehn aufeinanderfolgende {\displaystyle n} mit den Endziffern 0 bis 9 stetig – pro Schritt um 1 – an, um danach einen Zahlenschritt lang zu fallen. Niedrigster und höchster Wert der Anstiegsspanne verschieben sich dabei allerdings von Mal zu Mal um 1 nach oben.
Dieses Verhalten wiederholt sich in jeder Zehnerpotenz. Bei 10, 100, 1000 usw. fällt {\displaystyle q(n)} stets wieder auf 1. Daraus ergibt sich eine Selbstähnlichkeit des Graphen.
Einzig für {\displaystyle n=0} gilt {\displaystyle q(n)=0}, für alle größeren Zahlen ist {\displaystyle q(n)\geq 1}. Nach oben hin ist {\displaystyle q(n)} nicht beschränkt.

## Anwendung
Bei jedem Eingeben und Übertragen von Zahlen können technische oder menschliche Fehler auftreten. Deshalb existieren Prüfverfahren, um die Datenintegrität zu gewährleisten. Eine simple Prüfsummen-Maßnahme ist das Bilden der Quersumme.

### Prüfziffer der ISBN
Die mit den Faktoren (10, 9, 8, 7, 6, 5, 4, 3, 2, 1) gewichtete Quersumme einer  ISBN-10 (veraltete Version) ist modulo 11 immer 0 (die Ziffer „X“ hat dabei den Zahlenwert von 10 und kann in der letzten Ziffer auftreten). Dies wird erreicht, indem die ersten 9 Ziffern das Produkt beschreiben und eine zehnte Ziffer (Prüfziffer) so angehängt wird, dass obige Forderung erfüllt ist.
Beispiel: Für die ISBN 3-442-54210-3 ist
{\displaystyle 3\cdot 1+4\cdot 2+4\cdot 3+2\cdot 4+5\cdot 5+4\cdot 6+2\cdot 7+1\cdot 8+0\cdot 9+3\cdot 10=132}
{\displaystyle 132{\bmod {1}}1=0}
Also ist dies eine (formal) gültige ISBN.

### Quersummensatz
- Sei Folgendes gegeben:
  - ein Stellenwertsystem mit der Basis {\displaystyle b=n+1} (wobei {\displaystyle n\in \mathbb {N} }),
  - ein Teiler {\displaystyle t} von {\displaystyle n} (wobei {\displaystyle t\in \mathbb {N} }),
  - eine natürliche Zahl {\displaystyle a}.
- Dann gilt:
  - Die Zahl {\displaystyle a} ist genau dann durch {\displaystyle t} teilbar, wenn ihre Quersumme (in diesem Stellenwertsystem) durch {\displaystyle t} teilbar ist.

Beispielsweise ist im Dezimalsystem die Basis 10, also {\displaystyle n=9}. Damit ist {\displaystyle t\in \{1,3,9\}}. Folglich kann man die Quersummenregel zur Überprüfung der Teilbarkeit durch 3 und durch 9 anwenden.
Im Hexadezimalsystem ist {\displaystyle n=15}. Damit ist {\displaystyle t\in \{1,3,5,15\}}. Somit kann man die Quersummenregel im Hexadezimalsystem zur Überprüfung der Teilbarkeit durch 3, durch 5 und durch 15 anwenden.
Allgemein gilt, dass die Quersumme {\displaystyle q_{b}} der Darstellung einer Zahl {\displaystyle a} im Stellenwertsystem mit der Basis {\displaystyle b} den Rest modulo {\displaystyle (b-1)} unverändert lässt, also
{\displaystyle q_{b}(a)\equiv a{\pmod {b-1}}},
und die alternierende Quersumme {\displaystyle {\mathit {aqs}}_{b}} der Darstellung einer Zahl {\displaystyle a} im Stellenwertsystem mit der Basis {\displaystyle b} den Rest modulo {\displaystyle (b+1)} unverändert lässt, also
{\displaystyle {\mathit {aqs}}_{b}(a)\equiv a{\pmod {b+1}}}.

#### Spezialfall: Neunerprobe
Für die Teilbarkeit einer Zahl durch 3 oder 9 kann stellvertretend ihre Quersumme herangezogen werden: Eine dezimal dargestellte Zahl {\displaystyle n} ist genau dann durch 3 bzw. 9 teilbar, wenn ihre Quersumme {\displaystyle q(n)} ohne Rest durch 3 bzw. 9 teilbar ist. Generell lässt {\displaystyle n} bei der Division durch 3 oder 9 denselben Rest wie die Quersumme {\displaystyle q(n)}:
{\displaystyle n\equiv q(n){\pmod {3}}} bzw. {\displaystyle n\equiv q(n){\pmod {9}}}
(Oder anders ausgedrückt: Die Differenz einer Zahl und ihrer Quersumme ist immer durch 9 teilbar.)

## Weitere Typen

### Einstellige (oder iterierte) Quersumme
Von der einfachen Quersumme wird weiter so lange die Quersumme gebildet, bis nur noch eine einstellige Zahl übrig bleibt.
Beispiel:
{\displaystyle q(93)=9+3=12;\quad q(12)=1+2=3}
Ist die Quersumme einer Zahl k eine mehrstellige Zahl, lässt sich der Vorgang so oft wiederholen, bis das Ergebnis nur noch eine Stelle im jeweiligen Zahlensystem hat. Für die so erzeugten (stets einstelligen) iterierten Quersummen {\displaystyle \operatorname {qs} (k,t)} gilt (t sei wie oben wieder die Basis des Zahlensystems − 1):
{\displaystyle \operatorname {qs} (k,t)={\begin{cases}0,&{\text{wenn }}k=0,\\t,&{\text{wenn }}k{\bmod {t}}=0{\text{ und }}k\neq 0,\\k{\bmod {t}},&{\text{wenn }}k{\bmod {t}}\neq 0.\end{cases}}}
Beispiel im Dezimalsystem:
{\displaystyle \operatorname {qs} (4582,9)=\operatorname {qs} (4+5+8+2,9)=\operatorname {qs} (19,9)=\operatorname {qs} (1+9,9)=\operatorname {qs} (10,9)=1},
und es ist
{\displaystyle 4582{\bmod {9}}=1}.
Insbesondere ist also eine positive natürliche Zahl genau dann durch 9 teilbar, wenn ihre iterierte Quersumme im Dezimalsystem 9 ist.
Siehe auch: Hash-Funktion und die dort genannten Verfahren.

### Alternierende Quersumme
Die alternierende Quersumme (auch Querdifferenz, Paarquersumme oder Wechselsumme genannt) erhält man, indem man die Ziffern einer Zahl abwechselnd subtrahiert und addiert. Dabei kann links oder rechts begonnen werden. Im Folgenden wird von rechts begonnen. So ist für die Zahl n = 36036 die alternierende Quersumme aqs(n) = 6 − 3 + 0 − 6 + 3 = 0.
Gleichwertig dazu ist das folgende Verfahren (die Zählung der Ziffern soll wieder rechts beginnen):
1. Man addiert zum Wert der ersten Ziffer den der dritten, fünften, siebten usw.
2. Man addiert zum zweiten Ziffernwert den vierten, sechsten, achten usw.
3. Subtrahiert man nun von der ersten Summe die zweite, so erhält man die alternierende Quersumme.

Für die Teilbarkeit einer Zahl n durch 11 kann stellvertretend ihre alternierende Quersumme aqs(n) herangezogen werden: Eine dezimal dargestellte Zahl n ist genau dann durch 11 teilbar, wenn ihre alternierende Quersumme aqs(n) ohne Rest durch 11 teilbar ist.
Wiederholte Anwendung der alternierenden Quersumme liefert den Rest der Zahl bei Division durch 11, wobei negative Werte durch Addition von 11 zu normalisieren sind. Eine aqs von 11 zieht eine weitere Bildung einer aqs nach sich, die 0 liefert (also den Rest der Division von 11 durch 11).
Beispiel:
```
n
 = 2536874
4 + 8 + 3 + 2 = 17
7 + 6 + 5     = 18
```

```
17 - 18 = -1; -1 + 11 = 10
```

daraus folgt: Die Zahl 2536874 lässt bei Division durch 11 den Rest 10, ist also nicht durch 11 teilbar.

### Nichtalternierendek-Quersumme
Die nichtalternierende 2er-Quersumme erhält man, indem man von rechts beginnend jeweils 2 Ziffern einer Zahl addiert. So ist für die Zahl n = 36036 die 2er-Quersumme  q = 36 + 60 + (0)3 = 99. Für alle Teiler von 99, also für 3, 9, 11, 33 und 99, ist sie ein Teilbarkeitskriterium: Die nichtalternierende 2er-Quersumme q einer dezimalen Zahl n ist genau dann durch 3, 9, 11, 33 und 99 teilbar, wenn n durch diese teilbar ist. 36036 ist also durch 99 teilbar.
Die nichtalternierende 3er-Quersumme von n = 36036 ist q = 036 + (0)36 = 72. Für alle Teiler von 999, also für 3, 9, 27, 37, 111, 333 und 999, ist sie ein Teilbarkeitskriterium: Die nichtalternierende 3er-Quersumme q einer dezimalen Zahl n ist genau dann durch 3, 9, 27, 37, 111, 333 und 999 teilbar, wenn n durch diese teilbar ist.
Bemerkung: Die nichtalternierende k-Quersumme ist identisch mit der nichtalternierenden Quersumme zur Basis {\displaystyle 10^{k}}. Sie liefert ein Teilbarkeitskriterium für alle Teiler von {\displaystyle 10^{k}-1}.

### Alternierendek-Quersumme
Die alternierende 2er-Quersumme erhält man, indem man von rechts gezählt die Ziffern an Position 3 und 4 von den Ziffern an Position 1 und 2 abzieht. Position 5 und 6 werden dazu addiert, Ziffern an Position 7 und 8 werden wieder abgezogen und so weiter. So ist für die Zahl n = 36036 die alternierende 2er-Quersumme q = 36 − 60 + (0)3 = −21. Für 101 ist sie ein Teilbarkeitskriterium: Die alternierende 2er-Quersumme q einer dezimalen Zahl n ist genau dann durch 101 teilbar, wenn n durch 101 teilbar ist.
Die alternierende 3er-Quersumme von n = 36036 ist q = 036 - (0)36 = 0. Für alle Teiler von 1001, also für 7, 11, 13, 77, 91, 143 und 1001, ist sie ein Teilbarkeitskriterium: Die alternierende 3er-Quersumme q einer dezimalen Zahl n ist genau dann durch 7, 11, 13, 77, 91, 143 und 1001 teilbar, wenn n durch diese teilbar ist.
Bemerkung: Die alternierende k-Quersumme ist identisch mit der alternierenden Quersumme zur Basis {\displaystyle 10^{k}}. Sie liefert ein Teilbarkeitskriterium für alle Teiler von {\displaystyle 10^{k}+1}.

### Gewichtete Quersumme
Eine Verallgemeinerung sind gewichtete Quersummen, bei denen die Ziffern erst mit den Werten einer Zahlenfolge multipliziert und diese Ergebnisse dann addiert werden. Es wird dabei mit der niederwertigsten Ziffer begonnen (bei der einfachen Quersumme ist die Reihenfolge egal). Die Wichtungsfolge kann dabei periodisch
oder nichtperiodisch sein.
Ein Beispiel ist die Periodische Folge
1, 3, 2, −1, −3, −2, … Die gewichtete Quersumme der Zahl 422625 ist (bei der niedrigsten Stelle angefangen):
5·1 + 2·3 + 6·2 − 2·1 − 2·3 − 4·2 = 5 + 6 + 12 − 2 − 6 − 8 = 7
Die so gewichtete Quersumme liefert eine Teilbarkeitsregel für die Zahl 7. Auch für andere natürliche Zahlen kann man solche periodischen Folgen finden, z. B.
- für 11 die Folge +1, −1, … Diese liefert die so genannte alternierende Quersumme
- für 13 die Folge 1, −3, −4, −1, 3, 4, …

Für die meisten Teiler ist es jedoch nicht praktikabel, die Teilbarkeit mittels Quersummenbildung zu überprüfen, weil es nur wenige gut merkbare periodische Wichtungsfolgen gibt.
Möchte man eine entsprechende Teilbarkeitsregel für die natürliche Zahl m finden, so betrachtet man die Reste der 10er-Potenzen bei der Division mit m. Die Reste entsprechen den gesuchten Gewichten.
Beispiel: m = 7
1 ≡ 1 (mod 7)
10 ≡ 3 (mod 7)
100 ≡ 2 (mod 7)
1000 ≡ −1 (mod 7)
10000 ≡ −3 (mod 7)
100000 ≡ −2 (mod 7)
1000000 ≡ 1 (mod 7) (ab hier wiederholen sich die Reste)
Die Wichtungsfolge lautet also 1, 3, 2, −1, −3, −2, …